# Endotrichum setigerum
Endotrichum setigerum là một loài rêu trong họ Pterobryaceae. Loài này được (Sull.) Sull. mô tả khoa học đầu tiên năm 1859.